# Gt 2×4/4
Gt 2×4/4 – parowóz towarowy systemu Mallet kolei bawarskich produkowany w latach 1913-1923. Zostały wyprodukowane w liczbie 25 sztuk. Były używane do prowadzenia pociągów towarowych na liniach górskich.
Wyprodukowano 25 lokomotyw, w dwóch nieco różniących się grupach: 15 sztuk w latach 1913-1914 (numery na kolejach bawarskich  K.Bay.Sts.B.: 5751–5765) oraz 10 sztuk w latach 1922-1923 (numery na kolejach bawarskich 5766–5775). Zostały następnie przejęte przez koleje niemieckie (DRG) jako seria 96 (numery 001–015 dla pierwszej grupy i 016–025 dla drugiej grupy).